# Rete tranviaria di Friburgo in Brisgovia
La rete tranviaria di Friburgo in Brisgovia è la rete tranviaria che serve la città tedesca di Friburgo in Brisgovia. È composta da quattro linee.